# Cryptosporiopsis pruinosa
Cryptosporiopsis pruinosa är en svampart som först beskrevs av Peck, och fick sitt nu gällande namn av Hans Wilhelm Wollenweber 1938. Cryptosporiopsis pruinosa ingår i släktet Cryptosporiopsis och familjen Dermateaceae.   Inga underarter finns listade i Catalogue of Life.